# Loweia centroelongata
Loweia centroelongata är en fjärilsart som beskrevs av Barend J. Lempke 1954. Loweia centroelongata ingår i släktet Loweia och familjen juvelvingar. Inga underarter finns listade i Catalogue of Life.